# 도시 재개발
도시 재개발(都市再開發) 또는 도시 재생(都市再生)은 신도시·신시가지 위주의 도시 확장에 따라 나타나는 기존 시가지 노후 쇠락으로 발생하는 도심공동화를 방지하고 침체된 도시 경제를 활성화 시키기 위하여 새로운 기능을 도입하고 창출함으로써 물리 환경적, 산업 경제적, 사회 문화적으로 재활성화 또는 부흥시키는 것이다.
도시재개발의 추진을 위해 재개발 조합이 구성되어 승인, 재개발 매입비용 중재, 건축 시공사 선정 등이 진행된다.

## 원인
도시개발 과정에서 늘어나는 주택 수요를 충족시키기 위해 신도시, 신시가지를 개발하게 되고, 반면에 구 시가지는 특히 젊은 층의 인구 유출로 정주인구가 감소하고, 인구는 고령화 되어 상업, 문화, 교육, 복지 등 도시 기능이 약화되는 등으로 급격한 산업화에 따른 도시발달은 개발이 쉬운 도시 외곽지역으로 기능이 팽창하게 되는데, 원도심의 중심 시가지를 중심으로 공동화 현상이 심화된다.
도시의 공동화 및 도심부 쇠퇴 현상은 에너지 및 자원의 낭비, 교통혼잡, 공해, 구시가지 기반시설 노후화 및 상업기능 쇠퇴 등 환경적, 경제적, 사회적 문제를 일으킨다.
이를 극복하기 위한 일반적인 도시 정비사업의 경우 물리적 환경정비 위주의 사업을 우선 시행하게 되는데, 이는 이미 황폐화된 구 시가지를 회복시키는데에는 한계가 있다.

## 범위

도시재생의 범위

도시재생이란 물리적 정비사업과 함께 적절한 프로그램 주입을 통해 도시를 부흥시키는 방법으로, 기존 도시가 가지고 있는 물리적, 사회적, 경제적 문제를 치유하기 위한 모든 행위를 말하며, 도시 재개발, 도시 재활성화 등을 포괄하는 광의의 개념이다.
그 범위는 도시의 매력 창출 및 도시기능 강화를 포함하는 사업까지 매우 다양하게 나타난다.
즉, 기존 물리적 환경정비 중심의 도시 정비사업이 환경 개선이라는 최종 결과물에 주목하였다면, 도시재생사업은 지속가능한 도시 커뮤니티를 보전하고 고양하기 위한 과정적 산물을 중시한다.

### 공간적 범위
- 자치단체의 도시 및 주거환경정비 기본계획상 정비예정구역
- 향후, 도시쇠퇴현상이 심화될 것으로 예상되는 지역 내 중심시가지 및 기성시가지
- 지방중소도시의 도심부(대도시나 수도권 도시와 달리, 도심 중핵공간이 대도시 도심주변부의 특성을 나타냄)

### 내용적 범위
- 물리·환경적으로, 쇠퇴화가 진행되고 있는 지역을 대상으로 기성시가지의 체계적인 정비와 신개발지의 계획적 개발이 이루어지도록 유도할 수 있는 범위
- 생활·문화적으로, 공공, 민간, 지역주민 등 다양한 개발주체의 참여를 통해 지역 고유의 사회·문화적 특성을 유도할 수 있는 범위
- 경제적으로, 도시의 지역산업과 경제 등 종합적인 도시부흥을 유도할 수 있는 범위

## 도시재생사업
도시재생사업이란 기존의 도시 및 주거환경정비사업 영역을 포함하되, 그간 물리적 환경정비 위주로 추진되어온 한계를 극복하고, 쇠퇴한 도시지역의 노후화된 인프라를 재정비하여 공간 구조재편 및 신공간 창출을 도모함으로써 새로운 도시기능을 수행할 수 있도록 하기 위한 사업이다. 도시재생의 범위는 도시 내 물리․환경적, 생활․문화적, 경제적으로 쇠퇴화가 진행되고 있는 지역을 대상으로 한다.

## 관련된 사업

### 주택 재건축 사업
정비기반시설(도로, 상하수도, 공원, 공용주차장 등)은 양호하나 노후불량 건축물이 밀집한 지역(주로 노후한 아파트)을 대상으로 기존 주택 철거 후 그 자리에 새로 공동주택을 건설하는 사업으로서 관리처분 방식으로 시행한다.

### 도시 환경 정비 사업
건축물 및 기반시설이 노후화되었거나 부족하여 도시공간의 효율적인 이용이 어렵다고 판단되는 상업지역, 공업지역을 대상으로 기존의 노후 건축물을 철거한 후 그 대지위에 새로운 건축물(상업, 업무, 주상복합) 및 기반시설을 설치하는 사업이다.

### 주택 재개발 사업
정비기반시설(도로, 상하수도, 공원, 공용주차장 등)이 열악하고 노후 불량주택이 밀집한 주거지역을 대상으로 기존의 저층주택들을 철거한 후 그 자리에 새로 공동주택과 그 규모에 적합한 정비기반시설을 설치하는 사업으로서 관리처분방식으로 시행한다.

### 주거 환경 개선 사업
주거환경개선사업은 사업성이 낮아 장기간 개발이 방치된 지역에서 주택공사 등 공공기관이 정부의 각종지원(지구내 국공유지의 사업시행자 무상양여, 공공시설 설치비 재정부담 등)을 받아 시행하는 사업이다.

## 도시 재개발에 따른 변화
도시 재개발 이후 효율적인 토지 이용이 이루어져 경제 활동이 촉진되고, 도시 환경이 정비되면서 범죄나 비행 등 사회적 병리 현상과 환경 오염에 따른 각종 병폐가 줄어든다. 또한 도로와 주차장이 넓어져 이용자의 편익과 안전에 기여하고, 보행 공간과 도심 공원 등이 확보되어 쾌적한 환경을 제공하며, 나아가 도시 미관을 아름답게 한다. 그러나 소수의 사례로  재개발이 이루어지면서 세대 수가 증가하여 지구 주변의 도로, 공원, 학교 등 공공시설에 대한 부담이 크게 늘어나는 경우도 발생하며, 고층 건물이 지어지면서 경관의 조화가 파괴되고, 주변 지역 사회와 교류가 단절되거나, 교통이 혼잡해지는 경우도 존재한다. 그러나 가장 시급한 문제는 기존에 살던 주민이 철거민으로 전락하 재정착하지 못하고, 소수에게 개발 이익이 돌아가는 점이다.

## 바람직한 도시 재개발
도시 재개발은 많은 이해 관계를 발생시키기 때문에 재개발 과정에서 충분한 토의와 의견 조정이 반드시 필요하다. 거주민, 지역 사회 단체, 관할행정 기관 등의 지역 사회 구성원들이 참여하여 민주적인 절차를 통해 재개발이 이루어져야 한다. 또한 주민의 소득 수준, 입지,토지 소유 관계 등의 상황을 고려하여 다양한 재개발의 방법이 적용되어야 한다.

## 각국의 도시 재개발 사례

### 대한민국

#### 문제점
도시재정비촉진을 위한 특별법에 따른 도시재개발 관련 사업은 개발이익의 과도한 사유화, 도시기반시설 부족과 기형적 난개발, 즐거움과 쾌적함을 주는 도시 어메니티 자원의 상실, 저소득 계층의 주거안정 훼손 및 사회적 통합 저해 등의 부작용을 불러왔다.
그 결과 민간위주의 재정비 사업은 노후 정도나 기능회복의 필요성보다 수익성이 기대되는 곳에서만 사업이 이루어짐으로서 소규모 단위사업과 사업성이 없는 노후, 불량주거지는 방치되고, 무분별한 전면철거 재개발로 인한 장소성, 역사성의 상실, 지나친 수익성 중심 개발과 공공참여 미비에 따른 공공성 결여 등의 문제점을 낳게되었다.
청계천
청계천은 조선 1411년(1392~1910)에 홍수를 막기 위해 건설되었다. 많은 주민들이 개울가에 살았다. 일본 정부는 교통과 위생 문제를 줄이기 위해 1937년 도로를 건설하여 하천을 부분적으로 폐쇄하였다. 1945년 광복 후 이 도시는 콘크리트 고가도로로 하천을 완전히 폐쇄했다. 방문객들을 더 잘 끌어들이기 위해, 그 도시는 12 킬로미터 길이의 산책로를 따라 다양한 무료 전시와 행사를 제공한다. 2015년 8월 현재 1억 9100만 명이 넘는 방문객이 다녀갔다.

#### 방향
지역경제 , 지역 커뮤니티 활성화 등을 종합적으로 고려한 경제, 사회, 문화, 복지 등 다양한 차원에서의 업무협의체 구성, 주민참여 할성화를 통한 민간, 학계, 정부가 함께하는 다양한 수준의 거버넌스 모델 개발
도시내부의 균형발전과 도심활성화 차원에서 논의가 시작되었다.
도시에 거주하고 있는 사회적 약자의 능력 및 지불의사에 부응하는 저비용의 적절한 주택(decent housing) 계속공급으로 사회통합적 주거공동체 기술개발 및 커뮤니티 재생
낙후된 지역에 토지 및 도시공간의 이용효율성을 높이기 위해 도시의 공간적 범위를 수평, 수직적으로 확장 입체화하고 다양한 기능을 체계적이고 합리적인 방식으로 융합시킨 입체 복합 시설(Mixed-use Complex) 설치

#### 도시재생 뉴딜정책
2017년 7월 13일 국토교통부(장관 김현미)는 ｢문재인 정부 국정운영 5개년 계획｣의 주요 국정과제인 도시재생 뉴딜사업의 추진을 위해 앞으로 한 달간 지자체와 전문가들의 다양한 의견을 수렴하여 ‘도시재생 뉴딜사업 선정 계획’을 8월 말 확정할 계획이라고 밝혔다. 국토교통부는 뉴타운 등 기존 사업이 대규모 계획 수립에 초점을 두어 실질적인 사업 추진이 미흡했고, 중앙정부가 주도하면서도 지원은 부족*하여 주민이 체감할 수 있는 성과가 미약했다고 보고, 도시재생 뉴딜사업을 새로이 추진키로 하였다. 도시재생 뉴딜사업은 기존 도시재생사업의 단위 사업 규모를 줄여서 대규모 철거 없이 주민들이 원하는 소규모 생활밀착형 시설을 설치하는 등 지역이 주도하고 정부는 적극 지원하는 방식으로 추진된다. 특히, 주민들이 재생효과를 빠르게 느낄 수 있도록 전체 사업의 절반 이상을 동네 단위에서 주택을 개량하고, 소규모 생활편의시설을 설치해주는 “우리 동네 살리기 사업” 방식으로 추진되는 방안을 검토하고 있다고 밝혔다. 문재인정부는 연 평균 재정 2조원, 기금 5조원의 공적재원 및 연간 3조원 이상의 공기업 투자를 유도하여 재생지역에 집중 투자할 계획이다. 

- 문재인정부는 5년간 총 50조 원을 공적 자금을 투입해 500곳의 옛 도심과 노후 주거지 등을 되살리는 도시재생 뉴딜 사업을 추진할 방침이다. 매년 투입될 10조 원은 주택도시보증공사(HUG)의 주택도시기금 5조 원, 공기업 재원 3조 원, 국비 2조 원으로 충당한다. 여기에 민간자금이 별도로 투입된다.[8]
- 한편, 한국 국토교통부는 ‘8·2 부동산 대책’을 발표하면서 서울 등 투기과열지역은 집값 불안이 해소될 때까지 정부의 도시재생 뉴딜사업에서 배제시킨다고 밝힌 바 있다.[9]

### 영국
1980년대 산업구조의 급격한 변화로 인한 경기침체와 도시쇠퇴 등의 문제에 대응하기 위해 재개발을 등장시킨 것으로 꼽힌다.

### 일본
거품 경제에 의해 붕괴된 뒤 침체된 국가 경제를 부동산 개발을 통해 재생시키고, 일본의 국제 경쟁력을 강화하려는 의도로 시작하고 있다. 그 외에도 1960~70년대 당시 조성된 센리 뉴타운, 다마 뉴타운, 고호쿠 뉴타운, 고조지 뉴타운 등 오래된 신도시 지역의 재건축과 재개발을 지자체 중심으로 독려하고 있어, 저출산 고령화 및 수익성 문제, 새로운 아이디어를 개발하는 것이 부재중이어서 사업하기에는 여전히 지지부진하고 있다.

### 중화권

#### 홍콩
홍콩은 국토의 면적이 협소하는 특성상 도시 재개발이 필수적으로 고착되어 있다. 그러나 췬완 신시진, 사틴 신시진 등 여러 신도시 지역도 일본의 다마 뉴타운과 비슷하게 재개발을 따로 해야 하는 주장이 있다.

#### 중화인민공화국
중국 본토의 경우 구시가지가 많은 상하이시, 샤먼시, 광저우시, 선양시 등지에서도 낡고 오래된 재래식 가옥을 현대적이고 세련된 고층 맨션촌으로 탈바꿈하기 위해 사업을 진행하고 있다.

### 미국
미국의 경우 캘리포니아주 등 서부 지역에서는 산불로 인해 마을은 물론 도시까지 폐허로 덮어버릴 위기에 처하거나 이미 폐허로 전락한 상태에 이르는 곳이 있어, 새로이 정주할 수 있는 재개발 지역을 다각화하려는 의도가 있다. 또한 뉴욕 등 오래된 콘크리트 건물들을 내진 설계와 함께 새롭게 지어야 하고 엠파이어 스테이트 빌딩처럼 문화유산으로 지정하자는 목소리가 있어, 문화재 지정 및 재개발 등을 놓고 갈등을 빚고 있는 문제가 여전히 남아 있다.

## 같이 보기
- 재건축
- 재개발조합